# Lagtingsvalget 1962
Lagtingsvalget på Færøerne 1962 blev afholdt 8. november 1962.
Antallet af repræsentanter ændredes fra 30 til 29.

## Resultater
| Parti                | Tilslutning | Mandater i Lagtinget | Ændring fra 1958 (mandater) | Ændring fra 1958 (%) |
| -------------------- | ----------- | -------------------- | --------------------------- | -------------------- |
| Fólkaflokkurin       | 20,2 %      | 6                    | +1                          | 2,4                  |
| Sambandsflokkurin    | 20,3 %      | 6                    | -1                          | -3,4                 |
| Javnaðarflokkurin    | 27,5 %      | 8                    | —                           | 1,7                  |
| Sjálvstýrisflokkurin | 5,9 %       | 2                    | —                           | —                    |
| Tjóðveldisflokkurin  | 21,6 %      | 6                    | -1                          | -2,6                 |
| Framburðsflokkurin   | 4,4 %       | 1                    | —                           | 1,5                  |

## Eksterne Henvisninger
- Hagstova Føroya — Íbúgvaviðurskifti og val (Færøsk statistik)